# Бочка (вищий пілотаж)

Анімація виконання бочки

Бочка — фігура пілотажу, при виконанні якої літальний апарат (літак тощо) повертається відносно поздовжньої осі на 360° із збереженням загального напрямку польоту.

## Види і типи
За типом виконання може бути:
- швидка;
- повільна.

За числом обертів може бути:
- одинарна;
- полуторна;
- багаторазова.

За нахилом траєкторії польоту може бути:
- горизонтальна;
- висхідна;
- низхідна.

## Техніка виконання
Техніка виконання «бочки» розглядається на прикладі спортивного літака Як-52. Горизонтальна керована «Бочка» виконується на швидкості 230 км/год при частоті обертання колінчастого вала двигуна 82 % і повному наддуві.
У горизонтальному польоті намітити попереду літака орієнтир, стосовно якого буде виконуватися «бочка». На заданої швидкості взяттям ручки управління на себе створити кут тангажу 10° — 15° і зафіксувати це положення. Після чого енергійним рухом ручки управління в бік «Бочки» почати обертання літака навколо поздовжньої осі, допомагаючи обертанню незначним відхиленням педалі в ту ж сторону.
Після проходу крену 45° почати віддавати ручку управління від себе, не сповільнюючи обертання. У перший момент це необхідно для запобігання розвороту, а потім, коли літак буде в перевернутому положенні — для запобігання опусканню капота літака нижче лінії горизонту.
У положенні «на ножі» (90° і 270°) необхідно трохи відхилити верхню педаль для утримання капота вище лінії горизонту.
У перевернутому положенні педалі повинні стояти нейтрально, щоб літак не йшов убік від орієнтира. За 30° — 20° до завершення «бочки» ручка управління підтягується на себе для утримання літака від розвороту і від опускання капота нижче лінії горизонту.

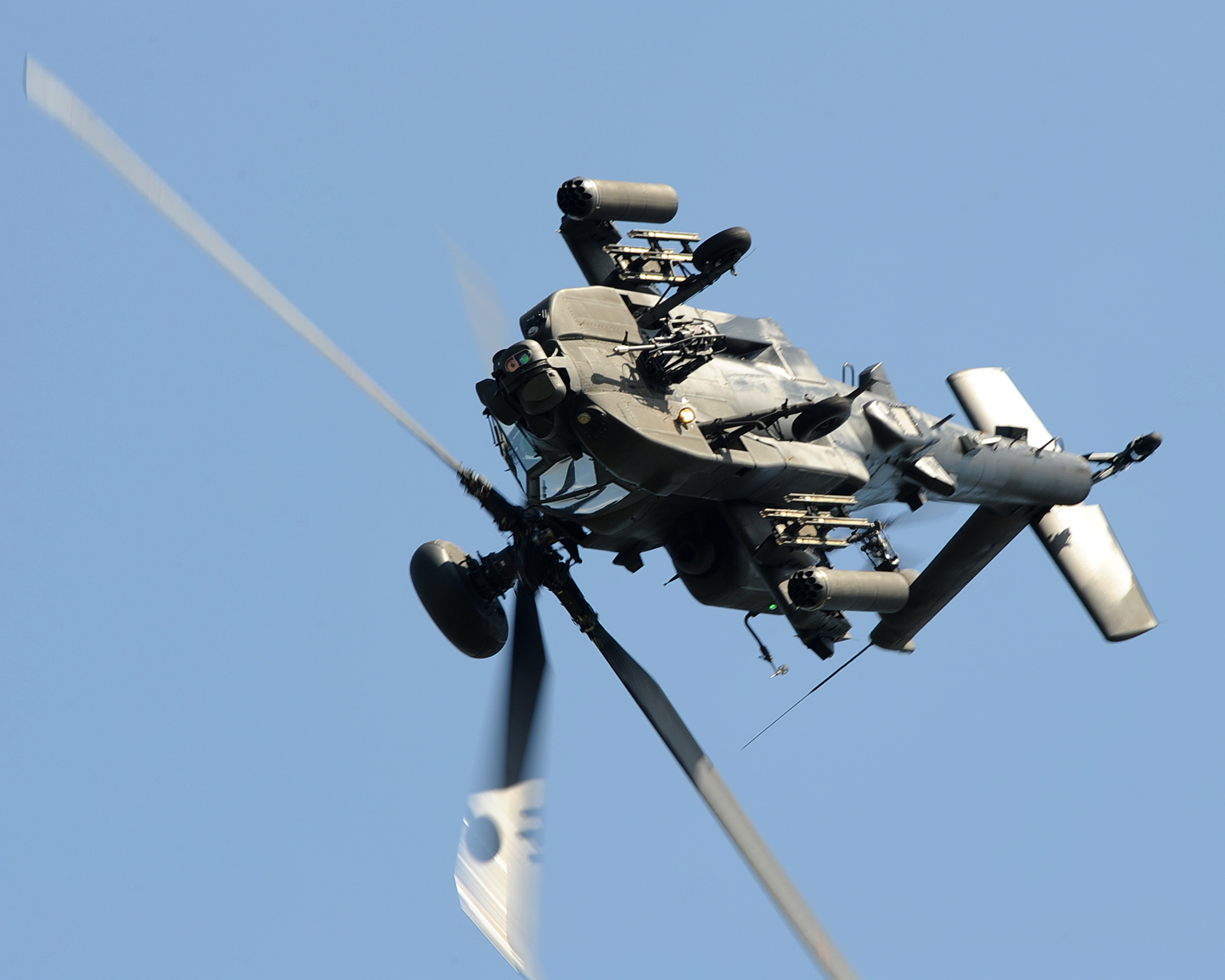
Бочка на ударному вертольоті WAH-64
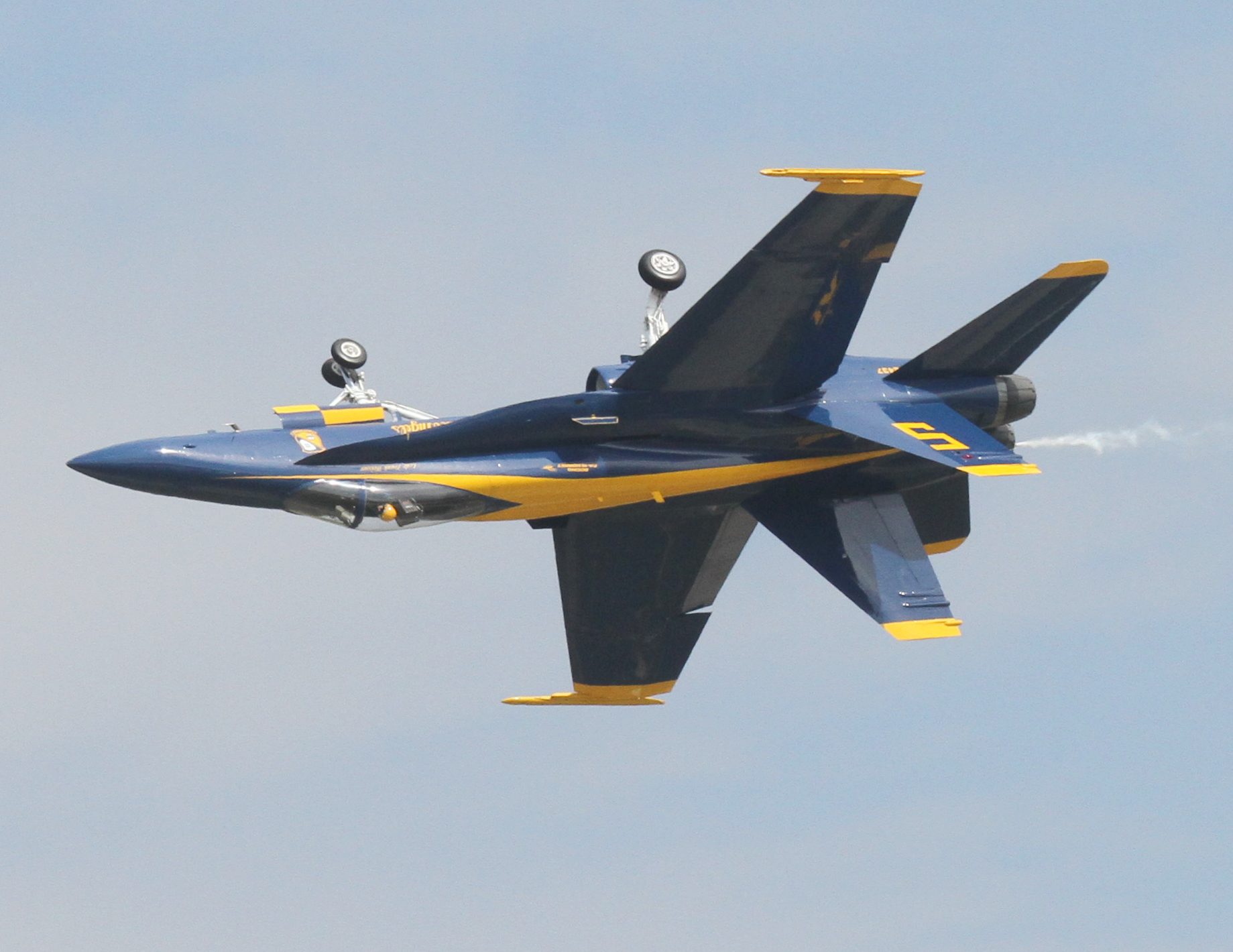
Бочка на винищувачі F/A-18
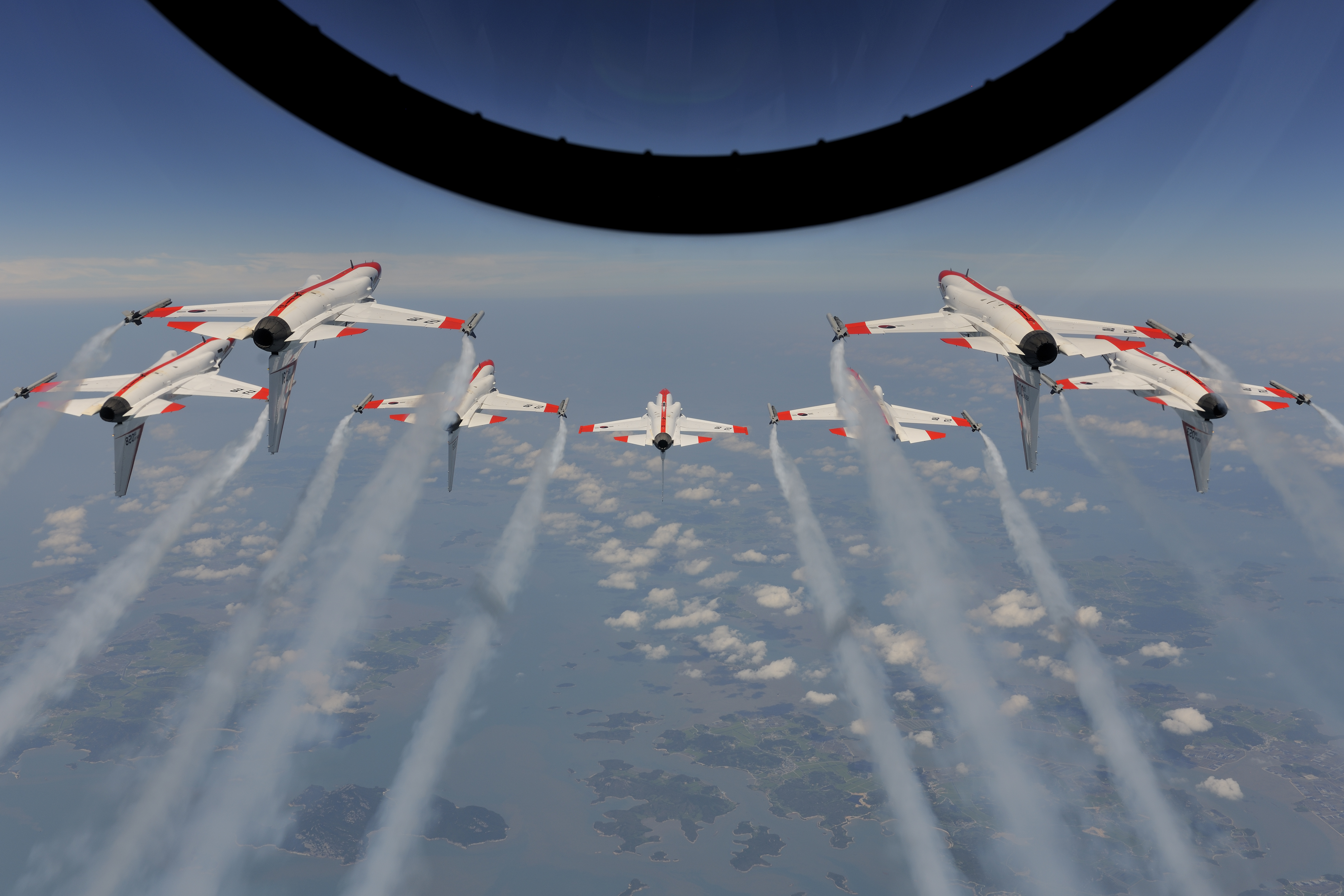
Групова бочка навчально-тренувальних літаків T-50
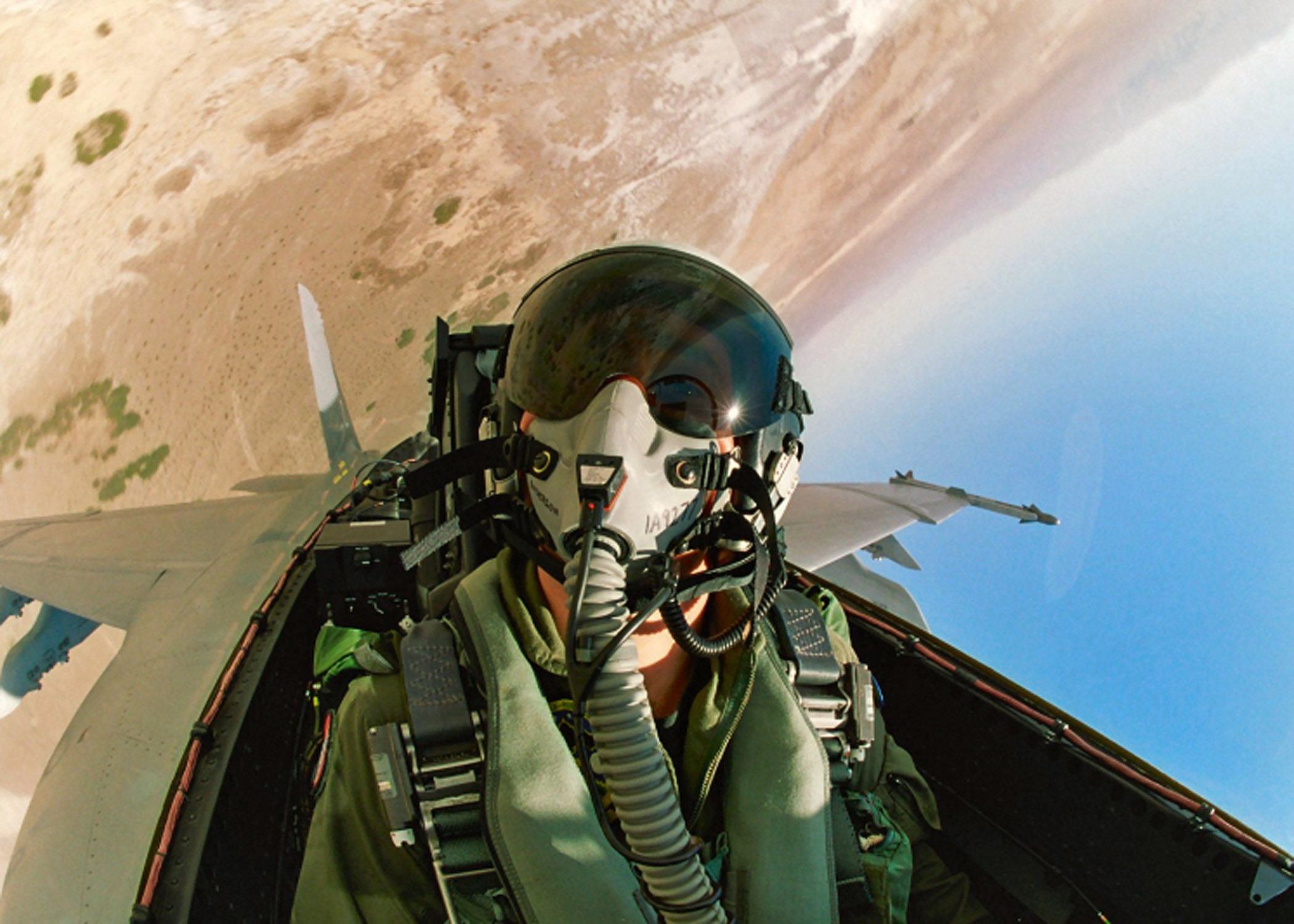
Вид з кабіни під час виконання бочки